# Lucio Fulci
Lucio Fulci (Roma, 17 de juny de 1927 - 13 de març de 1996) va ser un director de cinema, guionista i actor italià. Tot i que va treballar en una àmplia gamma de gèneres cinematogràfics al llarg d'una carrera de gairebé cinc dècades, incloses comèdies i espagueti westerns, va obtenir la reputació internacional de director de culte pels seus films de terror i giallo.
Les seves pel·lícules més destacades inclouen la «trilogia della morte»: Paura nella città dei morti viventi (1980), ...e tu vivrai nel terrore! - L'aldilà (1981) i Quella villa accanto al cimitero (1981), així com Le colt cantarono la morte e fu... tempo di massacro (1966), Una sull'altra (1969), Beatrice Cenci (1969), Una lucertola con la pelle di donna (1971), Non si sevizia un paperino (1972), Zanna Bianca (1973), I Quattro dell'apocalisse (1975), Sette nota a nero (1977), Zombi 2 (1979), Luca il contrabbandiere (1980), Lo squartatore di New York (1982), Murderock - Uccide a passo di danza (1984) i Un gatto nel cervello (1990).
A causa de l'expressivitat de les seves imatges i una narració poc convencional, Lucio Fulci ha estat anomenat «El poeta del macabre» pels crítics i estudiosos del gènere en referència a Edgar Allan Poe, l'obra del qual va adaptar lliurement a Black Cat (Gatto nero) (1981). L'alt nivell de violència gràfica present en moltes de les seves pel·lícules, especialment a Zombi 2, ...e tu vivrai nel terrore! - L'aldilà, Luca il contrabbandiere i Lo squartatore di New York, també li ha valgut el sobrenom d'«El padrí del gore».
L'any 2019, es va estrenar el documental Fulci for fake sobre el director italià a partir de fotografies dels seus rodatges i entrevistes a familiars i amistats.